# Hilarographa baliana
Hilarographa baliana is een vlinder uit de familie bladrollers (Tortricidae). De wetenschappelijke naam van het soort is voor het eerst geldig gepubliceerd in 2009 door Józef Razowski.

## Type
- holotype: "male, 1896. leg. Doherty. genitalia slide no. 31854"
- instituut: BMNH. Londen, Engeland
- typelocatie: "Bali Id. Malaysia"